# Sommer-Paralympics 2016/Teilnehmer (Guinea)
| stlisierte Goldmedaille | stlisierte Silbermedaille | stlisierte Bronzemedaille |
| ----------------------- | ------------------------- | ------------------------- |
| —                       | —                         | —                         |

Guinea entsandte einen Athleten zu den Paralympischen Sommerspielen 2016 in Rio de Janeiro,  die in einer Sportart antrat. Fahnenträger für Guinea bei der Eröffnungsfeier war der Leichtathlet Mohamed Sanoussy Camara.

## Teilnehmer nach Sportart

### Leichtathletik
Laufen
| Athleten                | Wettbewerb | Vorlauf | Vorlauf | Halbfinale | Halbfinale | Finale        | Finale        | Rang |
| Athleten                | Wettbewerb | Zeit    | Rang    | Zeit       | Rang       | Zeit          | Rang          | Rang |
| ----------------------- | ---------- | ------- | ------- | ---------- | ---------- | ------------- | ------------- | ---- |
| Männer                  |            |         |         |            |            |               |               |      |
| Mohamed Sanoussy Camara | 400 m T47  | 57,55 s | 6       | —          | —          | ausgeschieden | ausgeschieden | 15   |